# 大森絹子
大森 絹子（おおもり きぬこ、1967年5月27日 - ）は、日本の元歌手、元声優。東京都出身。
医療人類学者の大森絹子は同姓同名の別人。

## 来歴・人物
東京都出身。血液型はA型。
1979年 小畑和美（ミミ）、荻野目洋子（ルミ）、大森絹子（クミ）による小学生女子3人のグループ「ミルク」でデビュー。
1986年、「今夜はハリケーン」で東芝EMI・FUTURE LANDからソロ・デビュー。この曲は自身で声優として出演していたOVA『バブルガムクライシス』の主題歌。同名アニメの主題歌を第3弾まで担当した。
1988年、CBS・ソニーからシングル「スウィート ドリーム」とアルバム『SWEET DREAMS』を同日リリース。
1991年、ユニット「SILK」を結成。5枚のアルバムを発表した。1991年1月に発売されたファーストアルバムに収録されている「ジョン・レノンが聴こえる夜」は、大黒摩季の作曲家デビュー曲である（作詞は、みなみなみ）。また同年12月に発売されたサードアルバムに収録されている「STOP MOTION ～永遠に～」は大黒が作詞・作曲した作詞家デビュー曲であり、翌1992年5月に「STOP MOTION」として大黒がセルフカバーした上でデビュー曲となった。
1994年頃引退。

## ディスコグラフィ

### シングル
大森絹子 名義
1. 今夜はハリケーン（1986年12月20日 LA07-5006）
OVA「バブルガムクライシス」の主題歌。
（C/W）Remember：同上アニメのイメージソング。
2. 傷だらけのWild（1987年8月5日 LA07-5010）
OVA「バブルガムクライシス2」の主題歌。
（C/W）MAD MACHINE：同上アニメの挿入歌。
3. VICTORY（1987年11月5日 LA07-5013）
OVA「バブルガムクライシス3」の主題歌。
（C/W）忘れないで：同上アニメの挿入歌。
4. スウィート ドリーム（1988年7月21日 10EH-3077）
（C/W）星空のHAPPINESS

SILK 名義
1. ドリーム・シフト（1991年4月12日 TYDY-2032）
テレビ東京系アニメ「絶対無敵ライジンオー」の主題歌。
（C/W）明日 Fall In Love：同上アニメの挿入歌。

### アルバム
大森絹子 名義
1. SWEET DREAMS（1988年7月21日）
  1. スウィート ドリーム
  2. SOUTHERN WINTER
  3. ONE AND ONLY
  4. セビリアの午後
  5. LONELY FLIGHT～昨日には帰らない～
  6. ナイーヴなシャツ
  7. ジャストフィット
  8. 星空のHAPPINESS
  9. なつかしむようにKISSをしないで
  10. ALL OF MEMORIES

SILK 名義
1. SILK -We live in lonely Freedom（1991年1月30日 TYCY-5154）
  1. Life is a party
  2. さよならコンビニエンスKids
  3. ジョン・レノンが聴こえる夜
  4. 合鍵LADY
  5. CHASE THE DREAM
    - OVA『バブルガムクライシス』のエンディングおよび挿入歌（大森絹子名義）をセルフカバー。

  6. 愛しき好敵手（ライバル）
    - OVA『バブルガムクライシス』のエンディングおよび挿入歌（大森絹子名義）をセルフカバー。

2. VOICE（1991年4月26日 TYCY-5164）
  1. Remember You 今も －Instrumental－
  2. 今に見てろよ Boy
  3. 海賊女のMidnight Parade
  4. STEP BY STEP
  5. 明日 Fall In Love
  6. Remember You 今も
  7. ドリーム・シフト

3. FACE（1991年12月28日 TYCY-5179）
  1. STOP MOTION ～永遠に～
  2. My Precious Trick Star ～優しさをくれたあなたへ～
  3. SINGLE WALK
  4. Let's Get Wet
  5. FACE TO FACE
  6. Still

4. THE STORY SO FAR ～SILK COLLECTIONS ～（1992年7月29日 TYCY-5245）
  1. STOP MOTION～永遠に～(Decoration Mix)
  2. ジョン・レノンが聴こえる夜
  3. CATCH THE GROOVE ～さよならコンビニエンスKid～今に見てろよBoy～Let's Get Wet～
  4. FACE TO FACE
  5. 海賊女のMidnight Parade
  6. I remember you
  7. Life is a party
  8. STEP BY STEP
  9. 合鍵LADY
  10. SINGLE WALK
  11. Still

5. THE BEST（1998年10月21日 TYCY-5625）
  1. Life is a party
  2. さよならコンビニエンスKids
  3. ジョン・レノンが聴こえる夜
  4. 合鍵LADY
  5. 今に見てろよBoy
  6. 海賊女のMidnight Parade
  7. STEP BY STEP
  8. Remamber You 今も
  9. STOP MOTION～永遠に～
  10. My Precious Trick Star～優しさをくれたあなたへ～
  11. SINGLE WALK
  12. Let's Get Wet
  13. FACE TO FACE
  14. Still
  15. ドリーム・シフト